# 郭凯敏
郭凯敏（1958年—），男，原籍四川成都，生于吉林长春，中国影视演员，上海电影制片厂演员，曾任中国电影家协会理事，中国电视艺术家协会理事。